# Mater et magistra
Mater et magistra (укр. Мати і наставниця) — енцикліка Папи Римського Івана XXIII від 15 травня 1961 р. на тему «Християнство і соціальний прогрес».

## Історія
Ця енцикліка стала зверненням до єпископів Католицької Церкви, опублікованим на 70-річчя «Rerum Novarum». У «Rerum Novarum» папа римський Лев XIII проголосив нову соціальну доктрину Церкви і для її реалізації заснував громадський рух, що одержав назву «християнська демократія». У 1931 р. Пій XI випустив «Quadragesimo Anno», де провів модернізацію католицького соціального вчення. Після Другої світової війни це вчення стало ідеологічним фундаментом для християнсько-демократичних партій, які набули значного впливу в Італії, Німеччині, Бельгії, котрі прийшли до влади. У своєму зверненні Папа Іван XXIII підбив підсумок досягнень християнської демократії і позначив нові пріоритети.

## Зміст
Цей документ складається з вступу, чотирьох розділів і висновку. Кожен з цих розділів в свою чергу розбитий на озаглавлені підрозділи. Енцикліка починається зі слів, що Католицька Церква є матір'ю і наставницею всіх націй світу, що пояснює назву документу.
Іван XXIII проводить аналіз засобів, якими володіє сучасна держава для підвищення соціального рівня життя населення завдяки науковому і технологічному прогресу. Папа Римський попереджає про ризик, що ці кошти можуть бути використані для придушення особистої свободи громадян. На його думку, держава повинна охороняти право індивіда самостійно розпоряджатися собою і вільно займатися продуктивною економічною діяльністю. При цьому він наполягає на необхідності відповідального підходу до свободи.
Визнавши, що людині властива соціалізація — об'єднання зусиль з іншими для досягнення спільних цілей — Папа Римський підкреслює її усвідомлений характер. Соціалізація не повинна розглядатися в дусі детермінізму як наслідок законів природи, в іншому випадку вона може почати робити з людей машини. Основою здорового суспільства є прагнення до істини, об'єктивна справедливість і її рушійна сила, любов.
Енцикліка закликає робітників по можливості купувати акції фірм-роботодавців. Далі Іван XXIII докладно аналізує проблеми сільського господарства і пропонує різні рішення: державну підтримку, податкову реформу, доступ до дешевих кредитів, соціальне забезпечення і регулювання цін. Говорячи про бурхливе зростання населення планети, понтифік звертає увагу на нерівність між багатими і бідними націями і закликає країни з надлишком їжі надавати гуманітарну допомогу голодуючим. Така допомога, проте, не повинна ставати ширмою для нових форм колоніалізму.
Відносно тоталітаризму Іван XXIII стверджує, що брак особистої ініціативи громадян тягне за собою політичну тиранію. Папа засудив абсурдні ідеології, що обіцяють світський рай та презирливо ставляться до релігії з переслідуванням віруючих, — прозоро натякаючи на марксизм-ленінізм. Він називає фундаментальною помилкою ставлення до релігійної потреби як до почуття, фантазії або реакції на надзвичайну подію.
Іван XXIII зауважує, що люди все більше усвідомлюють необхідність взаєморозуміння і співпраці. Реальне суспільство завжди недосконале, і щоб уникнути переростання конфліктів в масове насильство, необхідні активний пошук компромісів і моральна опора. Папа висловив жаль, що особи, наділені реальною владою, часто не здатні зрозуміти один одного. Це він пояснює тим, що люди, що несуть на своїх плечах велику відповідальність, рідко визнають існування морального порядку, — який заснований на вірі, носить абсолютний характер і накладає на кожного одні й ті ж зобов'язання. Такий порядок понтифік вважає відправною точкою для встановлення довіри між людьми та між націями.
Фундаментальним принципом католицького соціального вчення Іван XXIII називає ставлення до людини як основу, причини і цілі існування будь-якого суспільного інституту, в тому числі, держави. Виникнення всіх цих інститутів є наслідком соціальної природи людини.